# 杜米特鲁·科默内斯库
杜米特鲁·科默内斯库（罗马尼亚语：Dumitru Comănescu，1908年11月21日—2020年6月27日），是一個羅馬尼亞的超級人瑞和在世第二年長男性，原本是在世最年長男性，但是埃米利奧·弗洛雷斯·馬爾克斯比他早三個月出生，托马斯·皮纳莱斯·菲格雷奥比他早两年出生，而且是男性，所以在世最年長男性被撤銷，變成在世第三年長男性。

## 生平
1908年11月21日出生於羅馬尼亞的普拉霍瓦縣，據報導，他記得1918年的大聯盟，他大學學習農業和數學，1933年畢業，作為一名農業師，他成為羅馬尼亞學院成員格奧爾基·羅內斯庫-西塞斯蒂的學徒，並成為一名植物病理學家。
他於2020年6月27日在布加勒斯特去世。他宣稱，他長壽的秘訣是對家人、妻子、孩子和孫子的愛。